# Patricia Carrión
Patricia Grisel Carrión Palacios (Ciudad de México, 12 de julio de 1959) es una compositora, cantante de doblaje e intérprete de música mexicana de jazz. 

## Biografía
Inició su formación musical en 1974, en el Conservatorio Nacional de Música. También estudió música en el Centro de Investigación y Estudios Musicales (CIEM) “Tlamatinime”. Comenzó su carrera musical en Cozumel en 1979, interpretando distintos géneros como el jazz, el bolero, la canción brasileña y vernácula, la trova yucateca y cubana, el canto nuevo y el blues.
En 1983 viaja a República Dominicana para hacer representaciones. Su internacionalización la llevó a presentarse en Holanda, Estados Unidos, Francia, Italia, España, Noruega, Cuba y Taiwán. En 1988 conoció a Juan José Calatayud, quien será su maestro y con quien compartirá escenario durante varios años. También ha alternado con figuras como Grupo Antropóleo, Flora Purim, Ahirto de Moreira, Freddy Marichal, Nacho Méndez, Chilo Morán, Luis Demetrio, Freddy Noriega, y los pianistas Enrique Nery, Leo Corona y Roberto Pérez Vázquez.
En la década del noventa dos duetos de piano y voz muestran las variadas gamas y facetas vocales de Patricia Carrión. El primero con Leonardo Corona denominado Boleros Conspirados puso de manifiesto la habilidad musical de los integrantes que les permitía improvisar libremente, recreando de manera única e irrepetible boleros considerados clásicos. El segundo Dueto con Enrique Nery, conjuntaba una refinada expresión pianística a una voz cálida, emotiva y evocadora. Un dueto lleno de intenciones, texturas, atmósferas, creando una experiencia auditiva profundamente emotiva, elegantemente sonora.
Después de explorar el escenario musical con estos proyectos, decide dar mayor difusión a su expresión como compositora y arreglista creando Crisol, proyecto que conjunta a Baldomero Jiménez en el piano, Arturo Luna en el contrabajo y Mauricio Blass en la batería.En 2005 lideraba el cuarteto Crisol, agrupación que trasladaba ritmos y música afroamericana, brasileña y boleros al jazz.
Desde 1999 trabaja con el cantante puertorriqueño Willie Colón y con la cantante mexicana Eugenia León.
Se ha presentado como solista o acompañando a distintas agrupaciones en escenarios de la República Mexicana, como el Palacio de Bellas Artes o el Centro Nacional de las Artes.
Su quehacer como compositora se ve reflejado con el lanzamiento de su disco Mujer de Luna, en 2007.

## Eventos
Su aportación a la vida musical de México ha sido extensa. Ha participado en diversos festivales como:
1989
- Primer Gran Festival Ciudad de México

1990
- Sólo Jazz Internacional
- Las Canciones y el Jazz
- Expori 90’
- Festival de Cultura
- Durango 90’

1991
- Jazz en El Borda
- Muestra Internacional de Jazz
- Tercer Festival Cultural Iztacalco

1995
- Festival Nacional de Jazz de Guadalajara

1998
- 2.º Encuentro Internacional de Jazz Xalapa ’98. Universidad Veracruzana. Facultad de Música.

2001
- 1.er Festival Nacional Compositoras de México
- 1.er Festival Nacional de Jazz

2002
- VI Feria Internacional Cubadisco 2002. Dedicada a México y al Aniversario 40 de la Fundación de la Escuela Nacional de Arte.
- XIV Festival Internacional de Música de Morelia Miguel Bernal Jiménez

2006
- XIII Festival Jazz Acapulco /06

2007
- 1.er Encuentro de Jazz del Instituto Municipal de Arte y Cultura de Puebla.
- 1.er Festival del Blues, Pachuca, Hidalgo.

20013
- Festival de Jazz de Quebec

2016
- 6.º Festival Primavera Jazz

## Discografía
- Joyful Days, canciones pop de los 70 en diferentes estilos de Jazz. Guitarra y Voz
- Mujer de Luna, canciones originales
- Trío de Jazz
- Una sombra en la Pared, canciones originales Guitarra y Voz

Producción Independiente 
- Patricia Carrión con el Mariachi Oro Juvenil, canciones Mexicanas Mariachi
- Live at Azul Cobalto, Standars de Jazz
- Contrabajo, Guitarra y Voz en vivo